# Heliand

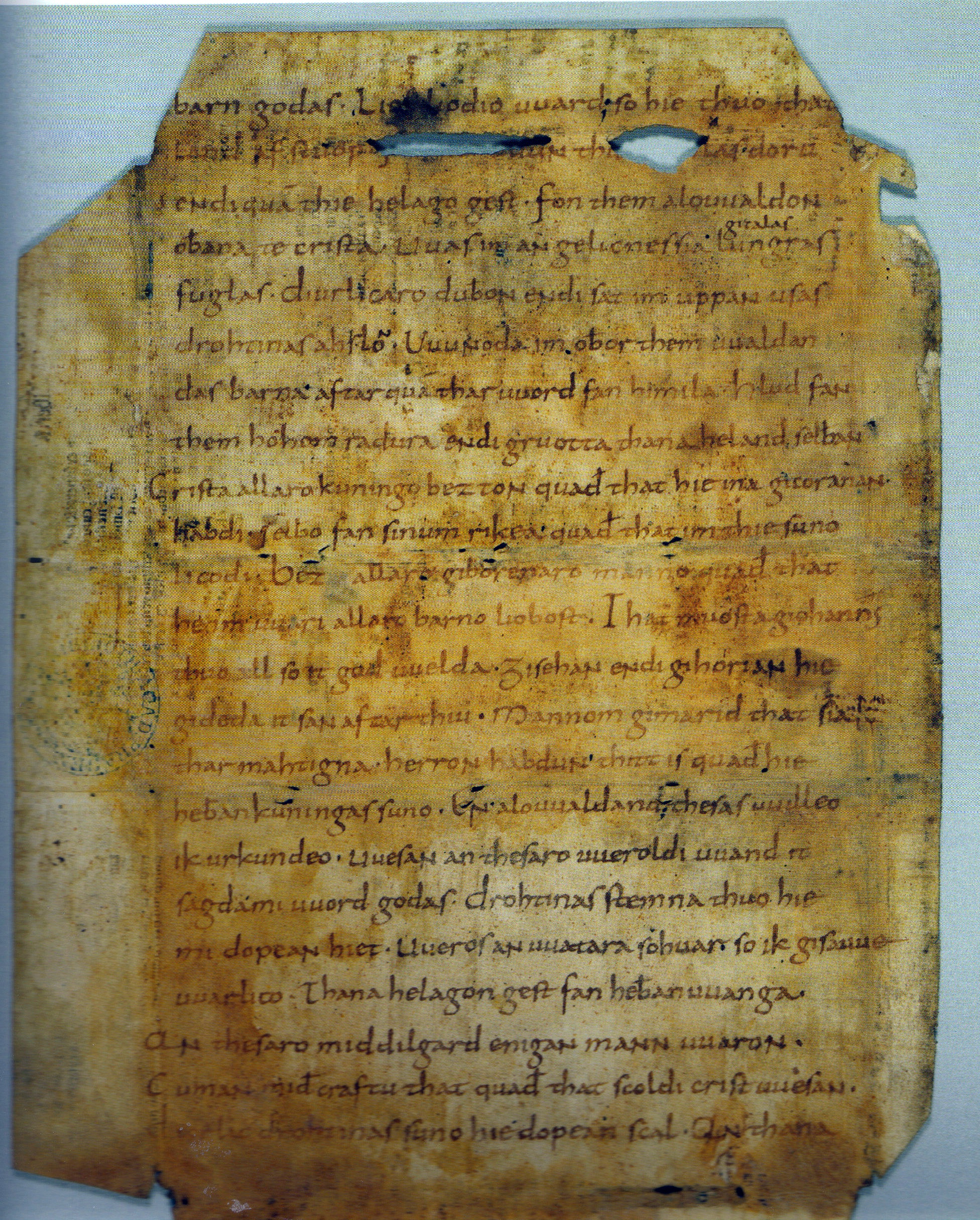
Pagina dello Heliand conservata al Deutsches Historisches Museum

Lo Heliand è il manoscritto più lungo a noi pervenuto scritto in antico sassone. Il titolo significa Il salvatore. È un poema epico che parafrasa la Bibbia. L'autore, il cui nome è a noi sconosciuto, sicuramente prima di lavorare sullo Heliand ebbe a che fare con testi di carattere pagano, infatti lo stile poetico è l'antico stile allitterativo germanico, e molti topoi letterari fanno riferimento al mondo culturale germanico pagano (Gesù Cristo viene descritto come un principe germanico i cui vassalli sono i discepoli e le nozze di Cana sono presentate come un festino guerresco).
Il poema deve essere stato relativamente popolare e ampiamente diffuso perché esiste in due versioni manoscritte e quattro versioni frammentarie. Esso occupa circa 6.000 righe. Esiste una praefatio, che potrebbe essere stata commissionata da Ludovico il Pio (regnante dall'814-840) o Ludovico il Germanico (806-876). Questa praefatio fu stampata per la prima volta da Mattia Flacio Illirico nel 1562. La prima menzione del poema nella storia moderna si è verificata quando François du Jon (il vecchio) ne trovò un frammento nel 1587. Il manoscritto non fu stampato prima del 1705, da George Hickes. La prima edizione moderna del poema fu pubblicata nel 1830 da Johann Andreas Schmeller.

## Esempio
Righe 4537-4549 sull'istituzione dell'eucaristia (â, ê, î, ô, û sono vocali lunghe, đ è una fricativa dentale sonora come th nell'inglese this, ƀ è una fricativa bilabiale sonora e si pronuncia in modo simile a una "v")